# Fallout シリーズ
Fallout シリーズ（フォールアウト シリーズ）は、ビデオゲームのシリーズ。インタープレイ・エンターテインメント傘下のブラックアイル・スタジオおよびベセスダ・ソフトワークスによって作られた、核戦争後の世界を舞台にしたロールプレイングゲームである。

## 概要
「Fallout」とは、放射性降下物を意味する。主に、22世紀から23世紀にかけての時代を舞台としており、そのレトロフューチャーな舞台設定は、冷戦時のテクノロジーの発展による希望と、核による破滅の隠された恐怖が入り混じった1950年代のアメリカ文化に影響を受けている。
エレクトロニック・アーツが発売した、核戦争後の地球を舞台にした1988年のコンピューターRPG『Wasteland』にインスピレーションを受けている。ゲーム世界自体は異なるものの、背景にあるストーリーや住民、場所、登場人物には、この歴史的なゲームと多くの類似点が見られ、Wastelandの精神的な続編であるとも言われている。
Interplay がPCゲームとして1997年に『Fallout』を、翌1998年に『Fallout 2』を発売。その後、経営破綻から資産の整理を行い、2007年にベセスダ・ソフトワークスにFalloutシリーズの知的財産権を売却。ベセスダは2008年に『Fallout 3』を Windows・Xbox 360・プレイステーション3で発売し、続いてかつてのブラックアイル・スタジオ元社員が多く在籍するオブシディアン・エンターテインメントの開発で2010年に『Fallout: New Vegas』がリリースされた。Interplayは『Fallout Online』を製作中だったが、ベセスダとの訴訟で和解金と引き換えに全権利を譲渡、制作は中止された。
2023年8月、Amazonは本作の実写ドラマを製作することを発表した（後述）。ロサンゼルスのVault 33を舞台に物語が展開していくとしており、同社傘下の定額制動画配信サービスであるAmazon Prime Videoで2024年4月11日に配信開始された。

## 作品

### ゲームシリーズ
- Fallout（英語版） (1997)
- Fallout Extreme(PlayStation版、キャンセル)
- Fallout 2（英語版） (1998)
- Fallout Tactics: Brotherhood of Steel（英語版） (2001)
- Van Buren (InterplayとBlack Isle Studiosによるオリジナル版Fallout3。2003年にキャンセルされたものの設定の一部がFallout: New Vegasに引き継がれている)
- Fallout: Brotherhood of Steel (2004)
- Fallout: Brotherhood of Steel 2 (キャンセル)
- Fallout 3 (2008)
- Fallout: New Vegas (2010)
- Fallout Online (キャンセル)
- Fallout 4 (2015)
- Fallout Shelter (2015)
- Fallout 76 (2018)
- Fallout Shelter Online (2020)

### テレビドラマ
2023年10月24日、Prime VideoにてFalloutの実写ドラマが2024年4月12日に配信されることが発表された。2023年12月3日、ティーザートレイラーが公開。
2024年4月8日に配信日を当初の予定から1日前倒しすることが報じられ、日本では同月11日に全8話が公開された。
エラ・パーネル演じるルーシー(日本語吹き替え沢城みゆき)、アーロン・モートン演じるマキシマス(同吹き替えあべそういち)、ウォルトン・ゴギンズ演じるグールの賞金稼ぎ(同吹き替え堀内賢雄)の三者が主人公となる。
本作はシリーズの正史に含まれており、Vaultボーイの起源も描かれる。
日本語版の字幕並びに吹き替えにおける用語監修はYouTuberのきんたんが担当した。
シーズン1の配信開始から8日後となる、2024年4月19日にシーズン2の製作が発表され、2025年12月の配信公開を予定している。また、シーズン3の製作も決定している。

## Fallout 略史

### 16世紀頃
- 日本の武士であるトシロー・カゴがゼータ星人によって拉致される。

### 19世紀頃
- アメリカのカウボーイであるポールソンが妻子と共にゼータ星人によって拉致される。
- カボット家の当主、ロレンゾ・カボットがアラビア半島の古代遺跡を調査中、古代の王冠を発見する。

### 20世紀
- 1918年 - サンセット・サルサパリラが発売される。
- 1945年 - 8月6日に広島、8月9日に長崎にて人類史上初の核兵器が使用される。その後、第二次世界大戦は連合国の勝利で幕を下ろす[12]。
- 1948年 - ラスベガスの東にあるミード湖にB-29が墜落する。
- 1969年 - アメリカ合衆国の地方に「13州連邦 (Commonwealth)」 が成立。それに伴いアメリカ合衆国の国旗は、連邦政府と地方の連邦を合わせた14の星が描かれたものに変更される。
- ソビエト連邦は崩壊せず、2077年まで存続する。

### 21世紀
- 2044年 - ジョン・ケイレブ＝ブラッドバートンにより「ヌカ・コーラ」が発明される。これは核戦争の数百年後にボトルキャップが貨幣として流通するほど一般的な飲料となった[12]。
- 2050年 - 化石燃料の枯渇により世界的エネルギー危機が発生する。
- 2051年 - 米軍は、経済的利益と石油供給のため併合を目的としてメキシコに侵攻したが達成できなかった。
- 2052年
  - 4月 - 中東の産油国により原油価格の急騰が引き起こされ、欧州連邦 (European Commonwealth) が武力行使に出たため欧州・中東戦争が勃発する。
  - 7月27日 - 国際連合解散。
- 2053年12月 - 核テロリズムによりイスラエルのテルアビブが壊滅する。
- 2054年 - 米国は戦争や疫病の恐怖を背景として、Vaultと呼ばれるシェルターの建設計画を開始した。国民を守るために必要な400,000基のうち、最終的に完成したのは122基のみであった。
- 2060年 - 中東の油田で枯渇が進み、双方が戦略的目標を失ったため欧州・中東戦争が終結。欧州では各国が連邦内での資源の奪い合いを始め、内戦により欧州連邦は崩壊。
- 2066年 - 新たに発見され、最後の原油資源のありかとして米国が独占開発していたアラスカ州に中華人民共和国が侵攻する。この米中戦争と、欧州・中東戦争をあわせて資源戦争 (Resource Wars) と呼ばれる。
  - 米ミサイル巡洋艦USSエボン・アトールが米潜水艦U.S.S.インターフェアレンスにより誤って撃沈される。
- 2072年6月 - 米国は、アラスカの防衛とカナダの支援確保のためカナダ併合を宣言。
- 2074年 - 米軍は、アラスカ戦線の中国軍を牽制するため中国本土に侵攻する。
- 2076年2月 - 米国のカナダ併合が完了する。
- 2077年
  - クーパー・ハワードがハンク・マクレーン、モルデイヴァーと出会う。その後Vault-Tec社員の妻バーブと離婚。
  - 1月 - 米軍が新兵器を投入してアンカレッジを解放したことなどにより、中国人民解放軍がアラスカから撤退。
  - 10月23日(土曜日) - 米国、中国とソ連をはじめとする全ての核保有国による核戦争が行われた (Great War)。このとき合衆国政府の一部はエンクレイヴとして保存される。この2時間の間に、人類のそれまでの全ての戦争を合わせた以上のエネルギーが費やされ、気候は激変し、山脈が再形成された。世界文明は壊滅し、戦争は終結した。
  - ボストンに核が落ちるのとほぼ同時に、サンクチュアリ・ヒルズおよびコンコードに住んでいた人々がVault111に避難。検査と称して冷凍睡眠ポッドに入れられる。ここに避難した夫婦のどちらかが、Fallout4における主人公となる[12]。
  - 核攻撃を逃れたCommonwealth Institute of Technology（C.I.T.）の関係者達によってインスティチュートの基礎が作られる。
  - ハワードが放射能を浴びグールに変貌する。ハンクをはじめとした選ばれたVault-tecの社員はVault 31に避難し監督官候補として冷凍冬眠に入る。
  - 10月30日 - 一週間降り続いた黒い雨が止む。大量の放射性降下物 (Fallout) が地表や大気に降り注いだことにより、核爆発を生き残った動植物も急速に死滅した。
- 2078年 - Vault 87の住人にFEV (Forced Evolutionary Virus) の投与実験が行われる。核戦争当日に遠足でリトルランプライト洞窟にいて生存した子供により町が設立され、満場一致でジェイソン・グラントが初代市長になる。

### 22世紀
- 2102年10月23日 - 「再生の日」。Vault 76の住人(レジデント)のほぼ全員が外に出てアメリカの再建を開始する（Fallout 76）[13]。
- 2103年 -アパラチアを脅かしていたとある脅威が「再生の日」に突如現れたレジデントによりほぼ鎮圧され、それに伴いD.C.労働組合の生き残りであるコンパウンドと、脅威から逃げ延びた土着民であるレイダーを主とした『Wastelanders』たちがアパラチアの土を踏み、第二のアパラチア史が始まる[14]。しばらく後にB.O.S.がアパラチアのアトラス砦に定着する。再生の日を過ぎた後も残っていたレジデントも追い出されVault 76は完全に閉鎖する。
- 2104年 - レスポンダーの生き残りがアパラチアに帰還。同時にピットで起きている土着民であるピッツバーグ連合とレイダー集団ファナティックとの抗争に連合の救援として関わる他、移動遊園地を運営する集団がアパラチアを訪れる。
- 2105年 - レジデントの一部がアトランティック・シティに向かう。
- 2150年までにBrotherhood of Steel (B.O.S.) が戦前の文明の集結地となっている。
- 2161年12月5日 - Vault13のウォーターチップが故障。監督官は交換用のウォーターチップを見つけるため、Vaultの住人をウェイストランドへ送り出す。（Fallout 1）
- 2162年5月 - 西海岸のスーパーミュータントを率いるザ・マスターの野望を阻止するため、Vaultの住人がザ・マスターを倒し、スーパーミュータントの製造プラントとなっていたマリポーサ軍事基地を破壊する。その後、監督官にVault13から追放されたVaultの住人と彼(女)に同調した人々は北へ向かい、アロヨ村を作る。
- 2181年 - ダイヤモンド・シティを巡るスーパーミュータントとミニッツメンの戦いはミニッツメンの勝利に終わる。
- 2186年 
  - シェイディ・サンズで新カリフォルニア共和国 (NCR) が成立。初代大統領はアラデシュ。
  - 中西部B.O.S.がレイダーに支配されたバラモンウッドを開放するため、兵士を派遣。（Fallout Tactics: Brotherhood of Steel）
- 22世紀後半にインスティテュートから後のニック・バレンタインと呼ばれる人造人間とDiMAが脱走する。（Fallout 4）

### 23世紀
- 時期不明 - ファー・ハーバーにチルドレン・オブ・アトムが住み着きニュークリアスを建設。原住民のハーバーマンと武力衝突を繰り返し放射能を発する霧が濃くなる（Fallout 4）。
- 2208年 - B.O.S.、テキサスへの遠征を開始。（Fallout: Brotherhood of Steel）
- 2220年 - エンクレイヴのディック・リチャードソンがアメリカ合衆国大統領に就任。
- 2227年 - Vault 111の冷凍冬眠装置が一時的に解除され、夫婦のどちらかが殺され、抱えていた息子ショーンが誘拐される。彼をベースに第3世代の人造人間が作られることになる。（Fallout 4）
- 2239年 - ホレス・ピンカートン率いる科学者チームが、難破した空母からマイアラークを一掃する。4月25日、艦内で評議会が開かれリベットシティが設立される。
- 2240年 - ミニッツメンの本拠地であるキャッスルがマイアラークの群れの襲撃により陥落。当時の最高指導者であるマクガン将軍が死亡。これにより派閥同士による内紛やそれらに嫌気がさした古参メンバー達の多くが足抜けする。
- 2241年
  - カリフォルニア北部を大干ばつが襲う。アロヨ村を救うため、Vaultの住人の孫である選ばれし者が試験の神殿で試練を受ける。（Fallout 2）
  - Vault 13がエンクレイヴに接収される。
- 2242年
  - 選ばれし者、エンクレイヴの本拠地であるポセイドン・エネルギー石油掘削施設(オイルリグ)を爆破する。Vault 13居住者の生き残りがアロヨ村に移住する。
  - ディック・リチャードソン大統領が死亡すると、ジョン・ヘンリー・エデンが新大統領を名乗り、エンクレイヴを西海岸から東海岸のレイヴンロックへ移動させた。この移動の指揮を執った科学者オータムから、その息子アウグストゥスだけにエデン大統領の秘密が受け継がれる。
  - インスティチュートにて第3世代の人造人間、アーミテージとA3-21が造られる。
- 2247年 - シーザー・リージョンが誕生、リーダーのエドワード・サロウは後にシーザーと呼ばれる。
- 2255年 - キャピタル・ウェイストランドに到達したエルダー・リオンズ率いるB.O.S.分隊が、ペンタゴンの跡地を要塞とする。（Fallout3）
- 2258年7月13日 - 浄化プロジェクトの主任研究員ジェームズに子供が生まれ、研究員の妻キャサリンは出産時に死亡する。ジェームズはプロジェクトを放棄し、子供（『3』の主人公）とともにVault 101に入る。
- 2259年 - 浄化プロジェクトの研究員マディソン・リーがリベットシティに到着し、科学ラボの責任者をピンカートンから引き継ぐ。
- 2271年
  - NCRとモハビ・ウェイストランドのデザート・レンジャーとの間でレンジャー統一条約が結ばれる。
  - ハンク・マクレーンがVault 33の監督官に就任。
- 2272年 - スリードッグがB.O.S.の保護下でギャラクシー・ニュース・ラジオ (GNR) を再開。
- 2273年 - アーロン・キンバルがNCR第五代大統領に就任。
- 2274年 - NCRがフーバー・ダムを占領。その後、NCRとニュー・ベガスのMr.ハウスらとの間でニュー・ベガス条約が結ばれる。条約によりNCRはマッカラン空港と大使館を供与され、ニュー・ベガスはNCRの不干渉とフーバー・ダムの電力の5%を使用することが認められた。
- 2277年
  - シーザー・リージョンがフーバー・ダムに侵攻するがNCRの罠に遭い失敗する。
  - ハンクの妻ローズがルーシーを連れてシェイディ・サンズに移住。間もなくしてルーシーはハンクに連れ戻されVaultに戻る。
  - 8月17日 - ジェームズが浄化プロジェクトを復活させるためVault 101から脱出し、子供も後を追う。浄化プロジェクトは一定の成功を収め、エンクレイヴ残党は壊滅、宇宙から飛来したマザーシップゼータを略取する（Fallout 3）
  - Vault101の脱出者（『3』の主人公）とキャピタル・ウェイストランドのB.O.S.によってアダムス空軍基地を拠点とするエンクレイヴ残党が壊滅する。その後、マジソン・リーはB.O.S.のやり方に反発し連邦に亡命。
- 2281年
  - 10月19日 - モハビ・ウェイストランドの運び屋が頭を撃たれ、荷物を奪われるが一命を取り留める。結果的にフーバー・ダムを巡る三つ巴の戦いに巻き込まれ、それを解決する。（Fallout: New Vegas）
  - フーバー・ダムを巡る戦いが終わった直後にシェイディ・サンズが謎の核攻撃により壊滅[15]。幼少期のマキシマス生き残る。（実写ドラマシーズン1）
- 2282年 - ミニッツメン最後の将軍だったジョー・ベッカー将軍が死亡。将軍の地位が空席になる。これによりミニッツメンの結束力が無くなり崩壊寸前となる。
- 2283年 - ロバート・ジョセフ・マクレディが16歳の誕生日を迎えたためリトルランプライトの掟に従い追い出される。
- 2277年から2287年の間にキャピタル・ウェイストランドのB.O.S.は世代交代を果たす。新たにエルダーを襲名したアーサー・マクソンによる意識改革が行われ、アダムス空軍基地で飛行船プリドゥエンが作られる。また、インスティテュートのトップにショーンが就任する。
- 2287年
  - 10月23日 - 廃墟と化したVault 111で唯一の生存者となった夫婦の一方は、殺された伴侶の仇討ちと連れ去られた息子ショーンを探すため脱出。最終的に連邦に一つの道を示す。（Fallout 4）[13]
- 2294年 Vault 32で内乱が発生する。
- 2296年
  - ルーシーはモルデイヴァー一味に拉致されたハンクを探すためVaultを脱出。道中でエンクレイヴの研究者を探すグールの賞金稼ぎ、B.O.S.のイニシエイト・マキシマスと出会い研究者の首元に埋め込まれた低温核融合システムを巡る戦いに巻き込まれる。辿り着いた先でシェイディ・サンズの壊滅の真相、Vault-Tecの嘘を知る。
  - 低温核融合システムを巡る戦いはB.O.S.の勝利に終わり、マキシマスはナイトに昇格。（実写ドラマシーズン1）